# Nepenthes holdenii
Nepenthes holdenii Mey, 2010 è una pianta carnivora della famiglia Nepenthaceae, endemica della Cambogia, dove cresce a 600–800 m.